# Pall Mall Magazine
The Pall Mall Magazine était une revue publiée  de 1893 à 1914 à Londres.

## Historique
The Pall Mall Magazine était un magazine littéraire britannique mensuel publié entre 1893 et 1914. Lancé par William Waldorf Astor comme un supplément de la Pall Mall Gazette, le magazine publiait de la poésie, des nouvelles, de la fiction adaptée en feuilleton et des commentaires généraux, avec beaucoup d'illustrations. C'était le premier magazine britannique à publier des illustrations dans ses numéros et on pouvait le comparer avec les périodiques américains de l'époque. Il était souvent comparé à son rival, le Strand Magazine et beaucoup d'artistes, comme l'illustrateur Sidney Paget et l'auteur H. G. Wells, y collaboraient de façon indépendante.

Le 6 octobre 1912, le Sunday New York Times annonce que Waldorf Astor a vendu le magazine, « pour pas grand chose ». En 1914, le « romantisme » disparaissant avec le début de la Première Guerre mondiale, le Pall Mall Magazine fusionne avec Nash's Magazine, contrôlé par la Hearst Corporation depuis 1910, pour devenir le Nash's Pall Mall Magazine. En mai 1927 les deux magazines sont de nouveau publiés séparément, mais refusionnent en septembre 1929 et la publication est finalement arrêtée en septembre 1937.

## Auteurs publiés
Parmi les personnalités qui ont contribué au magazine, on note : 
- des illustrateurs : George Morrow, Arthur C. Michael et Edmund Joseph Sullivan
- des poètes : Algernon Charles Swinburne et Rudyard Kipling
- des auteurs : Julian Osgood Field, Bernard Capes, Charlotte O'Conor Eccles, Jack London, Joseph Conrad (Typhon publié en feuilleton), Robert Louis Stevenson ...

## Rédacteurs
- Douglas Straight (1893–1896)
- Lord Frederick Spencer Hamilton (1896–1900)
- George Halkett (1901–1905)
- Charles Morley (1905–1914)